# Jindřich Krejčík
Jindřich Krejčík (ur. 28 marca 1905 w Pilznie, zm. 18 lipca 1945 w Roztoky) – czechosłowacki podpułkownik, aktor oraz polityk. W czasie II wojny światowej prowadził strajk pilzneński.

## Życiorys
Jindřich Krejčík był podpułkownikiem w czechosłowackim wojsku; podczas II wojny światowej uczestniczył w ruchu oporu listonoszy z Pilzna, a następnie prowadził strajk pilzneński. Początkowo w organizacji spiskowo-wojskowej (Druga Tajna Dywizja Lekka) byli także Miroslav Ferra oraz Josef Matas, jednak po załatwieniu spraw organizacyjnych związanych ze strajkiem organizację rozpracowało Gestapo i tylko Jindřichowi udało się uniknąć aresztowania. Od 1932 do 1941 roku Jindřich Krejčík pracował jako aktor-animator oraz autor spektakli w pilzneńskim teatrze lalek Loutkovým divadlem Feriálních, a następnie jako urzędnik pocztowy. 14 kwietnia 1945 Jindřich został przewodniczącym Rewolucyjnego Komitetu Narodowego w Pilznie, a później także burmistrzem Pilzna. Zmarł kilka miesięcy po rewolucji, 18 lipca 1945 roku w wyniku wypadku samochodowego na drodze Na Vypichu za Dušníky'ami, kiedy wracał z Pragi.

## Odznaczenia
- Krzyż Wojenny Czechosłowacki 1939[1]

## Upamiętnienia
- ulica Krejčíkova w Pilznie[1]